# Hieronymus Holper

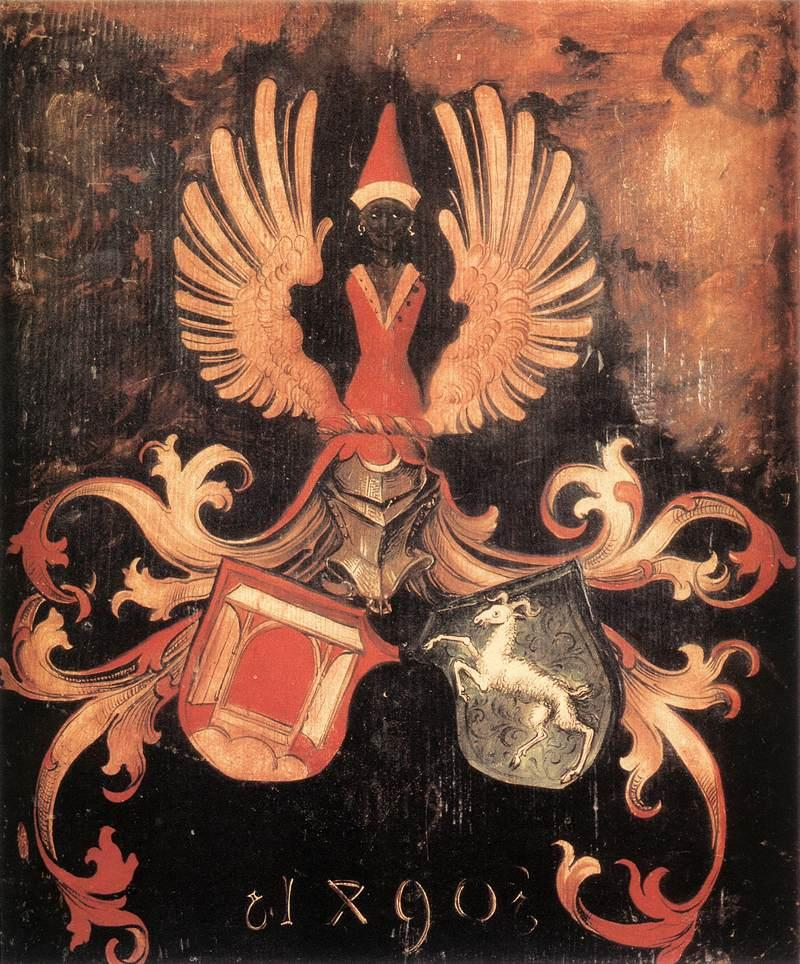
Armoiries d'alliance des familles Dürer et Holper (1490). Les Dürer portent le rouge, les Holper le bleu.

Hieronymus Holper est un orfèvre de Nuremberg, en activité entre 1435 et 1483 qui a eu pour apprenti et gendre Albrecht Dürer l'Ancien.
Il est probablement le fils d'Heinz Holber. Sa formation n'est pas connue, il n'est en tout cas pas initié au métier par son père qui ne figure pas dans le registre des maîtres orfèvres de Nuremberg. En 1435, Hieronymus Holper accède au range de maître artisan. Il jouit visiblement d'une certaine notoriété dans la ville car il y occupe plusieurs fonctions publiques. Entre 1454 et 1449, il fabrique et expédie au Trésor de la cathédrale de Bamberg un chef-reliquaire représentant Pie Ier, aujourd'hui perdu. Il réalise en 1454-1455 un sceau pour le roi de Bohême Ladislas de Habsbourg. Le 1er mai 1460, le conseil de la ville de Nuremberg lui commande pour 54 florins, un schilling et 4 heller, un gobelet doré destiné à être offert au duc de Bavière Sigismond de visite dans la ville. En 1455, il achète une maison au 21 de la Stöpselgasse. En 1461, il est responsable du bureau de pesage de l'argent, d'expositions d'objets d'orfèvrerie et jusqu'en 1470 vérificateur des Monnaies. En 1481, il est mentionné comme juré dans un registre administratif.
Il est marié à Kunigunde Ellinger ou Oellinger originaire de Weißenburg in Bayern. Il fait la connaissance de Dürer l'Ancien vraisemblablement en 1444. Dürer, revenu d'un séjour de plusieurs mois aux Pays-Bas, travaille de 1455 à 1461 comme apprenti dans l'atelier d'orfèvrerie de Holper, devenu son mécène, et épouse sa fille Barbara Holper, alors âgée de 15 ans, le 8 juin 1467.
Hormis le sceau fabriqué pour le roi Ladislas, on n'a pas identifié d'œuvres pouvant lui être attribuées.